# Белорусы в Аргентине
Белорусы в Аргентине (бел. беларусы ў Аргенціне, исп. bielorrusos en Argentina) — часть белорусской диаспоры, состоит из белорусов эмигрировавших в Аргентину и их потомков. Сообщество сформировалось в XX веке, сейчас насчитывает 7 000 человек и порядка 50 000 потомков. В Аргентине самое большое белорусское сообщество в Латинской Америке.

## До Первой мировой войны
Предположительно первые эмигранты из Белоруссии попали в Аргентину после войны 1812 года. Часть белорусов, воевавших на стороне Наполеона в литовских частях (генералов Книшевича и Рынкевича), после разгрома перебралась во Францию. Во Франции же в это время аргентинские агентства вели рекрутский набор военных и гражданских специалистов. Некоторые поляки и белорусы отправлялись далее в Аргентину, где вступали в аргентинскую армию.
Тема эмиграция из Белоруссии в Аргентину в период до Первой мировой войны остаётся мало изученной. Статистический иммиграционный учёт в Аргентине ведётся с 1857 года. С этого времени и до 1915 года в Аргентину выехали из Российской империи 161 422 человека. Однако эта статистика не содержит информации о национальной принадлежности, только о стране выезда. Хотя известно, что большинство из выехавших были евреями.

## Межвоенный период
В межвоенный период эмиграция шла только из Западной Белоруссии поскольку из Восточной (советской) выезд был невозможен. Эмиграция состояла преимущественно из одиноких мужчин-крестьян ехавших на заработки, хотя были и солдаты воевавшие вместе со Станиславом Булак-Балаховичем. Количество эмигрировавших белорусов в этот период насчитывает около 30 000.
Поскольку польское консульство не интересовали проблемы белорусов, эмигранты начали объединяться в товарищества. В 1934 году было образовано «Белорусское культурно-просветительское товарищество», в 1937 году — «Белорусское товарищество „Культура“» и «Белорусская библиотека имени Ивана Луцкевича», в 1938 — «Белорусское культурное товарищество „Белавеж“» (после войны «Якуб Колас»). В 1939 году все они организуют «Федерацию белорусских товариществ в Аргентине» к которой позже присоединилось ещё два новых объединения. При библиотеке был организован театральный кружок, который ставил спектакли на местных сценах и в соседнем Уругвае.
Когда в 1939 году Германия напала на Польшу 1 140 бывших польских граждан (поляки, украинцы, белорусы и евреи) отправились добровольцами в польскую армию.

## После Второй мировой войны
В 1945 году открывается советское посольство в Уругвае, а в 1946 — в Аргентине. Советские дипломаты призывают сдавать старые польские паспорта бывшим гражданам Западной Украины и Западной Белоруссии, а взамен выдают советские документы, по которым обещают забрать в будущем этих людей домой. Многие эмигранты велись на эту советскую агитацию. Дело в том, что эти люди уезжали из «панской» Польши и никогда не жили при советской власти, поэтому представления о Советском Союзе у них были идеализированные. К тому же была эйфория связанная с окончанием войны и победы в ней Советского Союза. Более того, часто старые эмигранты испытывали враждебность к новым беженцам из послевоенного СССР.
К 1950 году белорусское сообщество в Аргентине достигло своего пика, здесь проживало более 30 000 белорусов.
В 1949 году активизировал свою деятельность созданный в 1941 году «Славянский союз в Аргентине» — прокоммунистическая славянская организация созданная и поддерживаемая Советским Союзом. Члены «Союза» проводили свои демонстрации, устраивали провокации и просто нападали на участников других славянских национальных организаций. 14 членов «Союза» впоследствии были депортированы аргентинскими властями на родину. Тем временем под влиянием пропаганды советского посольства белорусские товарищества начинают переходить на коммунистические позиции. Но при президенте Хуане Пероне начинаются гонения на коммунистов, поэтому все сочувствующие им сообщества и организации запрещаются.
Позже начинают появляться уже советские интернациональные общества объединяющие теперь все советские народы и просто людей симпатизирующих советскому строю. Такие организации часто называли себя «культурно-спортивными клубами». Но поскольку до 1983 года в Аргентине с перерывами правили военные хунты, деятельность таких организаций периодически пресекалась.
В 1955 году в СССР был принят «Закон об амнистии» по которому гражданам межвоенной Польши разрешалось вернуться в Советский Союз. Около 2 000 белорусов воспользовались этой возможностью, около 200 из них в 1960-х годах вернулись назад в Аргентину.

## Современность
В 2010 году в городе Лавальол (Большой Буэнос-Айрес) открылся «Белорусский культурный центр имени Кастуся Калиновского».